# Monte Song
Il monte Song (in cinese 嵩山S, SōngshānP) è una delle cinque montagne sacre del Taoismo. Situato nella provincia di Henan, sulla riva meridionale del Fiume Giallo. Il monte Song è alto 1.500 metri.
Sul versante settentrionale del monte Sōng, quindi nei pressi dell'antica capitale Luoyang, vi si trova il famoso Tempio di Shaolin (少林寺, giapponese Shōrin-ji, coreano 소림사 Sorimsa), che è un tempio molto importante nella storia del Buddhismo cinese.